# Sevugampatti
Sevugampatti is een panchayatdorp in het district Dindigul van de Indiase staat Tamil Nadu. 

## Demografie
Volgens de Indiase volkstelling van 2001 wonen er 9.521 mensen in Sevugampatti, waarvan 51% mannelijk en 49% vrouwelijk is. De plaats heeft een alfabetiseringsgraad van 65%. 